# Feierabendhaus (Frankenthal)
Das Feierabendhaus war ein Kulturdenkmal in der pfälzischen Stadt Frankenthal. Ursprünglich war es ein Veranstaltungsgebäude mit Anbauten, das sich im Eigentum der CongressForum Frankenthal GmbH befand. Seit 1998 stand es leer.
Nachdem Teile bereits zuvor wegen Baufälligkeit abgerissen werden mussten, schlug 2015 der Versuch fehl, das Hauptgebäude zu sanieren und in einen neuen Supermarkt einzubeziehen. Deshalb erfolgte im Januar/Februar 2016 der gänzliche Abriss.

## Geographische Lage
Das Feierabendhaus stand nordöstlich der Kernstadt an der Ostseite des Foltzrings (Hausnummer 33) auf einer Höhe von 92 m ü. NHN.

## Baugeschichte
Auf dem Gelände wurde in den Jahren von 1909 bis 1911 nach den Plänen des Architekten Fritz Larouette zunächst in Stahlbetonbauweise eine Turnhalle errichtet. Diese wurde nach dem Übergang in städtisches Eigentum 1938/39 zu einer Veranstaltungsgaststätte umgebaut und ein großes Vorgebäude angesetzt. Die Gesamtanlage erhielt den Namen Feierabendhaus. Zur Neueröffnung führte die Pfalzoper Kaiserslautern Die Hochzeit des Figaro auf.
In dieser Form war das Feierabendhaus ein halbes Jahrhundert lang das gesellschaftliche und kulturelle Zentrum der Stadt. Für die Nutzung als Filmtheater wurden 1942 weitere Modifikationen vorgenommen sowie der Bühnenbau ergänzt, so dass bis 1959 Filmaufführungen mit Sitzplätzen für 670 Besucher möglich waren.

## Weitere Entwicklung
Der deutsch-amerikanische Raketenkonstrukteur Wernher von Braun war im Herbst 1951 zu Gast in Frankenthal und sprach im Feierabendhaus vor einem interessierten Publikum über die zu dieser Zeit noch bevorstehende Raumfahrt. Am 3. November 1966 besuchte der CSU-Politiker Franz Josef Strauß die Stadt und hielt im Feierabendhaus eine Rede.
Weil erhebliche Mängel beim Brandschutz festgestellt wurden, ordnete die Bezirksregierung von Rheinhessen-Pfalz 1985 die Schließung des Hauses an. Die Denkmalwürdigkeit wurde 1989 vor dem Verwaltungsgericht Neustadt an der Weinstraße erstritten; das Objekt wurde, da es sich um den einzigen erhaltenen Theaterbau der 1930er Jahre in Rheinland-Pfalz handelte, in die Denkmaltopographie des damaligen Landesamtes aufgenommen. Ab 1992 wurden in das Anwesen noch einmal 700.000 DM investiert. Anschließend wurde es als Sammelunterkunft für Asylbewerber verwendet; 150 Personen waren in dem Gebäude untergebracht.

## Leerstand und Teilabriss

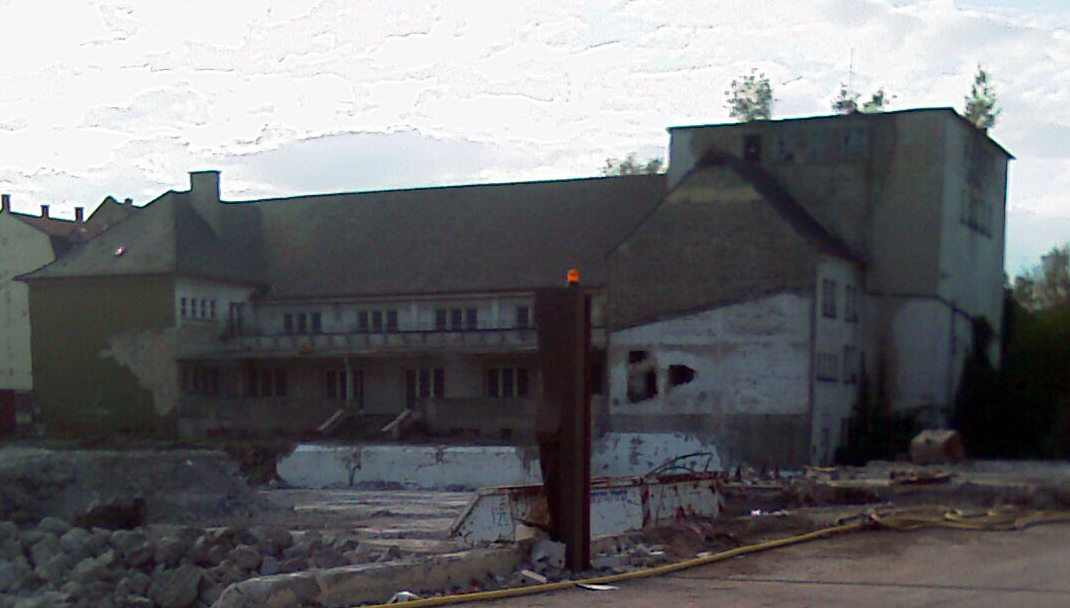
Rückseite mit Bühnenbau (2008)
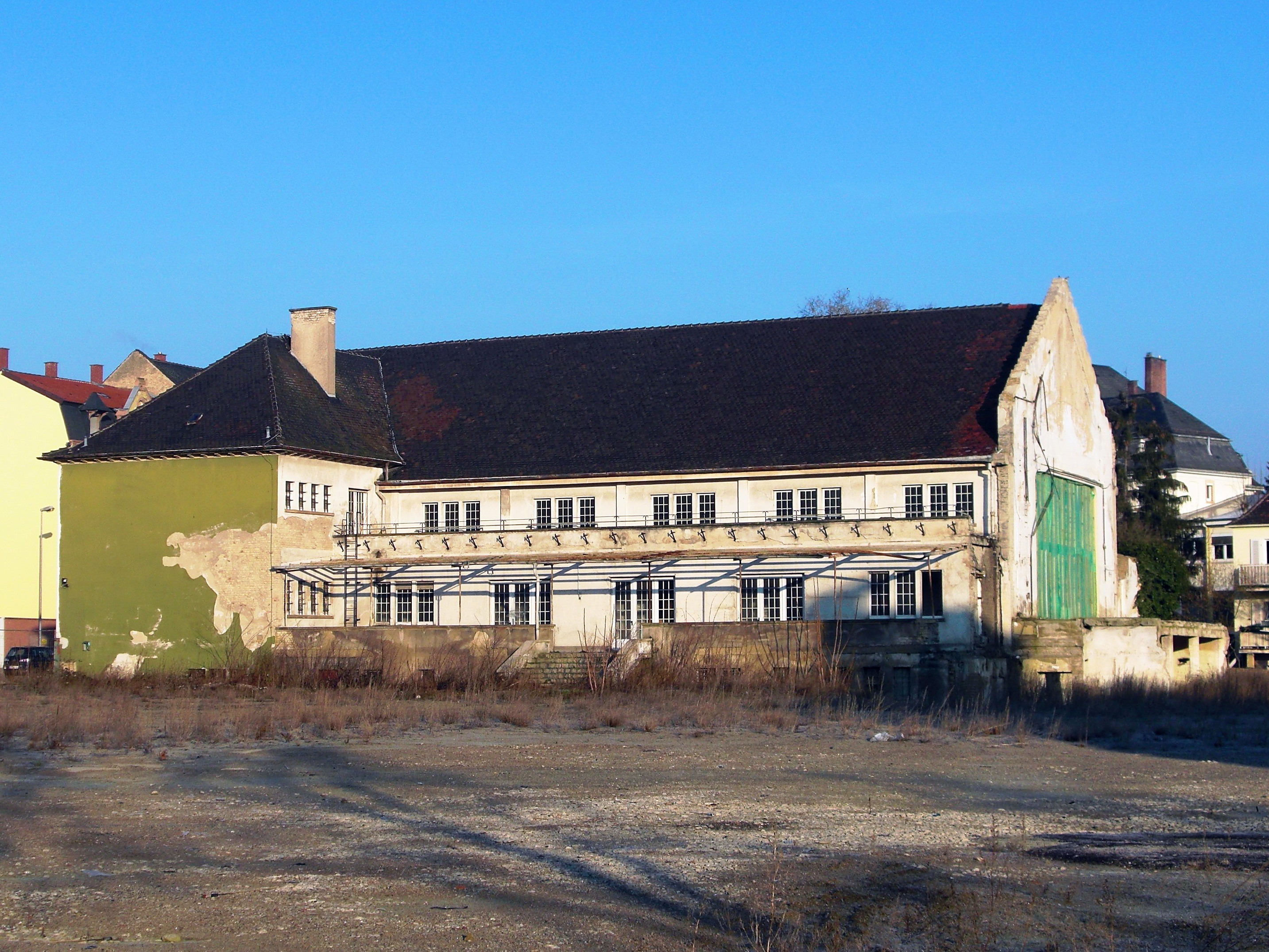
Rückseite nach Abriss des Bühnenbaus (2010)

Seit 1998 stand das Gebäude leer und befand sich in einem sehr schlechten Zustand. Der Putz bröckelte von den Wänden, das Mauerwerk wies Risse auf, zahlreiche Tauben hatten sich eingenistet. Das Kellergeschoss war feucht und von Schimmel befallen. Mehrere Investoren zeigten Interesse an einer neuerlichen Nutzung, aber wegen der hohen Sanierungskosten konnte niemand endgültig gewonnen werden.
Anfang April 2008 wurde damit begonnen, die südlich des Feierabendhauses liegenden alten Produktionshallen der Firma Renolit abzureißen. Dadurch wurde die Sicht auf die Süd- und Ostseite des Gebäudes frei. Ein ausgedehnter Riss im Mauerwerk ließ erkennen, dass der Bühnenbau einsturzgefährdet und vermutlich nicht mehr zu retten war. Der Stadtrat von Frankenthal beschloss am 30. April 2008 einstimmig den Abriss des einsturzgefährdeten Bühnenhauses, die Zukunft des verbleibenden älteren Gebäudeteils sollte gesondert geprüft werden. Der Teilabriss war 2009 beendet.

## Pläne zur Umnutzung
An der Universität Kaiserslautern ausgeschriebene Studienarbeiten zur städtebaulichen Entwicklung des Areals blieben ohne Erfolg. Die zuständigen Behörden überließen es der Stadt Frankenthal, über Erhalt oder Abriss des Ensembles zu entscheiden. Eine Entscheidung, wie es mit dem Feierabendhaus weitergehe, sollte gemäß dem damaligen Oberbürgermeister Theo Wieder noch im Dezember 2009 fallen. Die endgültige Entscheidung wurde jedoch aufgeschoben, und der Aufsichtsrat der CongressForum Frankenthal GmbH sollte über das Schicksal des Gebäudes befinden. Im Dezember 2010 ließ Wieder verlauten, die Stadt wolle sich zwecks Umnutzung um Mittel aus dem Städtebauförderprogramm bemühen; das Konzept wurde im Planungs- und Umweltausschuss der Stadt präsentiert.
Auf einem Bürgerempfang im Oktober 2011 in Frankenthal gab Wieder bekannt, der Lebensmittelkonzern Edeka wolle auf dem historischen Gelände einen sogenannten Vorzeige-Supermarkt errichten und das Feierabendhaus integrieren. Das Unternehmen bestätigte dies und berichtete, dass sich die Investition auf fünf bis sechs Millionen Euro belaufen werde. An das Feierabendhaus werde ein Neubau angeschlossen und eine gemeinsame Verkaufsfläche geschaffen. Die Bauarbeiten sollten Ende 2012 beginnen und Mitte 2013 abgeschlossen sein.

## Totalabriss

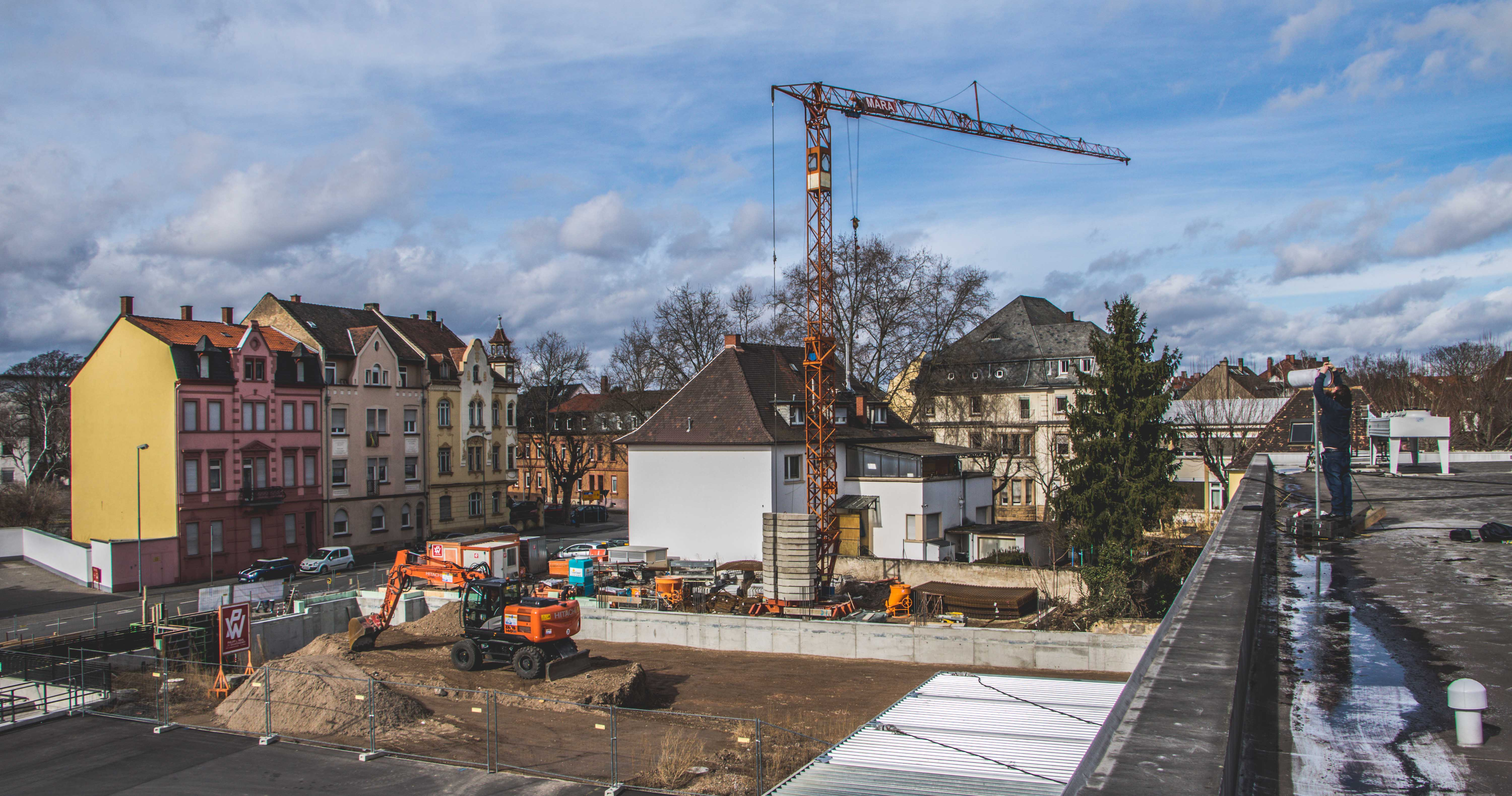
Nach dem Abriss (März 2017)

Der Neubau des Edeka-Marktes begann dann mit zweijähriger Verspätung im September 2014; er war mit der Eröffnung am 21. Oktober 2015 beendet. Im Sommer 2015, kurz vor Fertigstellung des neuen Teils, sollte der Umbau des Feierabendhauses in Angriff genommen werden. Dabei traten allerdings bisher unbekannte Mängel an Fundament und Tonnengewölbe zutage, so dass die Arbeiten wegen akuter Baufälligkeit eingestellt werden mussten. In der Folge wurde der Totalabriss beschlossen und im Januar/Februar 2016 vollzogen. Erhaltenswerte Details wie Friese und Skulpturen wurden gesichert und sollen als Originale oder Abgüsse in den an gleicher Stelle geplanten Neubau integriert werden.
Der zweite Bauabschnitt des Supermarkts wurde im September 2017 fertiggestellt.